# Lophopilio palpinalis
Genre
Synonymes
- Bolea Hadži, 1973
- Emonia Hadži, 1973

Espèce
Synonymes
- Opilio palpinalis Herbst, 1799
- Phalangium spinulosum Hermann, 18049
- Lophopilio tridentatus Hadži, 1931
- Megabunus trispinifrons Morin, 1931
- Bolea ephippiata Hadži, 1973
- Emonia labacensis Hadži, 1973

Lophopilio palpinalis, unique représentant du genre Lophopilio, est une espèce d'opilions eupnois de la famille des Phalangiidae.

## Distribution
Cette espèce se rencontre en Europe.

## Description
Les mâles mesurent de 2,4 à 3,0 mm et les femelles de 3,7 à 4,8 mm.

## Systématique et taxinomie
Cette espèce a été décrite sous le protonyme Opilio palpinalis par Herbst en 1799. Elle est placée dans le genre Phalangium par Perty en 1833 puis dans le genre Lophopilio par Hadži en 1931.
Ce genre a été décrit par Hadži en 1931.

## Publications originales
- Herbst, 1799 : « Forsetzung der Naturgeschichte der Insectengattung Opilio. » Natursystem der ungeflügelten Insekten. Gottlieb August Lange, Berlin, p. 1–30.
- Hadži, 1931 : « Opilioni Triglavskoga masiva - Die Opilionen des Triglavmassivs. » Prirodoslovne Razprave, vol. 1, p. 107–154.